# 阿瓦恰火山
阿瓦恰火山（俄语：Авачинская Сопка），是俄羅斯東部的一座活火山，毗鄰堪察加邊疆區首府堪察加彼得罗巴甫洛夫斯克，是堪察加半島最活躍的火山之一，馬蹄形的破火山口在3至4萬年前形成。阿瓦恰火山有記錄以來爆發逾16次，其中最大型的爆發在1945年，而最近一次的火山爆發在2001年。因此與鄰近的科里亞克火山被國際火山學與地球內部化學協會（IAVCEI）列為十年火山。

## 外部連結
- VolcanoWorld information （页面存档备份，存于）
- . 全球火山作用计划. 史密森尼学会.